# Racing Extinction
Racing Extinction (englisch für ‚Herannahende Ausrottung‘) ist ein Dokumentarfilm von Louie Psihoyos aus dem Jahr 2015. Der Film soll auf das Artensterben aufmerksam machen. Der Film wurde von der Umweltschutzorganisation Oceanic Preservation Society (OPS) produziert und hatte er am 24. Januar 2015 auf dem Sundance Film Festival seine Weltpremiere.

## Inhalt
Aufgrund eines kleinen Artikels in einer Zeitschrift, bei dem es darum ging, dass die Menschheit ein Massensterben verursachen könnte und der nur ganz klein auf einer hinteren Seite genannt war, begann der Dokumentarfilmer Louie Psihoyos darüber nachzudenken, wie er die Menschen medienwirksamer auf dieses große Problem aufmerksam machen könnte. So entstand diese Dokumentation.
Louie Psihoyos hatte bisher vier große Artikel über das Artensterben verfasst und dazu schon 1995 Expeditionen bis in die Wüste Gobi unternommen. Hier berichtete er noch über das Artensterben im Rahmen der Evolution, das bis heute weitergeht und zum Teil ein natürlicher Prozess ist. Dr. Stuart Pimm, Ökologe an der Duke-Universität erklärt, dass dieses Sterben vom Menschen so beschleunigt würde, dass bis zum Ende des Jahrhunderts zu erwarten ist, dass die Hälfte der Spezies ausgestorben sein wird. Gründe dafür sind die Verbreitung des Menschen und seine Handlungen. Er ist aber auch das einzige Lebewesen, das das Aussterben stoppen kann.
Die US-amerikanische Umweltschutzorganisation Oceanic Preservation Society (OPS) versucht das zu verhindern. Es werden Wissenschaftler und Experten zum Thema befragt, die Stellung dazu nehmen.
Mit Filmdokumenten unterlegt wird kurz berichtet, wie mit versteckten Kameras heimlich gefilmt wurde, was an Delikatessen in Restaurants angeboten wurde. Wo man bedrohte Tierarten auf der Speisekarte fand, konnten man Anzeige erstatten.
Louie Psihoyos unternimmt eine Expedition zu den Blauwalen, die früher von Walfängern gejagt wurden und heute vom modernen Schiffsverkehr bedroht werden. Er zeigt mit seinen Filmaufnahmen die versteckten Welten dieser Tiere. Zusammen mit Dr. Christopher W. Clark, der schon seit über 30 Jahren Walgesänge aufnimmt und analysiert, lässt sich beweisen, welche Verbreitung diese Arten in den Weltmeeren haben und wie bedroht sie sind.
Es wird von Umweltschützern berichtet, die sich weltweit dafür einsetzen, die Tierarten zu retten. Durch Proteste gegen Walfleisch auf Speisekarten von Restaurants, das Abholzen des Regenwalds, Aktionen von Greenpeace auf dem Meer und vielem anderen mehr wollen sie aktiv gegen das Artensterben und die Zerstörung der Erde mithelfen. Das ist lebensgefährlich und über 800 Aktivisten haben dabei im letzten Jahrzehnt ihr Leben verloren.
Louie Psihoyos kontaktiert den Umweltschützer Shawn Heinrichs, der seinen Beruf aufgegeben hatte, um sich für bedrohte Arten einzusetzen. Ihm ist es zu verdanken, dass aus einer Haifangstation in eine Haibeobachtungsstation gemacht wurde und die ehemaligen Fischer gut von dieser Arbeit leben können, ohne dafür Tiere töten zu müssen. Zusammen mit dem Fotojournalisten Paul Hilton deckt Heinrichs auch Kartelle für den Handel mit gefährdeten Arten auf. Mit einfachen Mitteln, wie die Nutzung von Facebook, kommen sie illegalen Wildtierhändlern auf die Spur, filmen heimlich und können es zur Anzeige an die Behörden geben. Andere Tierfilmer zeigen ihre Aufnahmen von einem Hai, der noch lebend mit abgeschnittenen Flossen, weil diese noch immer illegal in Restaurants zu Suppen verarbeitet werden, am Meeresboden um sein Leben kämpft. Shawn Heinrichs versucht mit anderen Tierschützern in Shanghai in eine Haifischflossenfabrik zu gelangen. Sie können mit versteckten Kameras viele Aufnahmen machen. Unter anderem von einem Lager von Unmengen an abgeschnittenen Haifischflossen. Bei anderen Händler finden sich hunderte Mantakiemen, die in der Traditionellen Chinesischen Medizin Verwendung finden. Später wird auch der grausame Fang dieser gigantischen Tiere gezeigt. Flossenhändler, die mit solchen Bildern konfrontiert werden behaupten, dass solche Aufnahmen, wie dem Hai ohne Flossen, von Umweltaktivisten selbst initiiert wurden, um spektakuläre Bilder zeigen zu können.
Louie Psihoyos zieht weiter zu den bedrohten Korallenriffs, die unter der globalen Klimaveränderung, der Versauerung des Meeres und dem Menschen zu leiden haben. Dabei muss selbst Psihoyos feststellen, wie viel Energie er allein für sich und seine Arbeit verbraucht und somit den CO2-Ausstoß selbst mit zu verantworten hat. Nicht viel besser ist die Bilanz, die der Mensch zur Erzeugung seiner Nahrung hinterlässt. Nach wissenschaftlichen Berechnungen erzeugt die Tierhaltung mehr Treibhausgase, als die Verkehrsemission.
An allen diesen Fronten muss der Mensch arbeiten. Ein erster Weg ist die Aufklärung der Konsumenten, denn ohne Käufer endet das Geschäft mit den Tieren. Bilder können die Menschen und ihr Herz berühren. Mit speziellen Kameras kann CO2 sichtbar gemacht werden und so das Ausmaß der menschlichen Aktivitäten. Dementsprechend ist die Abnahme des Phytoplanktons äußerst bedrohlich, weil hier 50 Prozent unseres Sauerstoffs erzeugt wird. Wir sind in einem gigantischen Netz verbunden und der Ausfall einer Art kann unter Umständen eine Kettenreaktion auslösen. So wird auf der ganzen Welt versucht Artenschutz zu betreiben, in Zuchtstationen für bedrohte Arten, indirekt durch die Entwicklung von Elektroautos, aber auch durch aufrüttelnde Bilder und Filme. Louie Psihoyos widmet sich, zusammen mit anderen Bildkünstlern wie Shawn Heinrichs, Joel Sartore und Travis Threlkel, diesem Weg der Aufklärung. Sie wollen den Menschen die Botschaft bringen, dass es in ihrer Hand liegt die Tiere zu retten. Nicht nur große Projekte, auch kleine tägliche Entscheidungen können dazu führen, die Welt zu erhalten und sie so zu gestalten, wie wir sie brauchen und wollen. Es endet mit dem Aufruf, dass sich jeder engagieren kann.

## Soundtrack
Am 6. November 2015 wurde erstmals der Soundtrack zum Film veröffentlicht. Er wurde von J. Ralph komponiert.
1. One Candle
2. Manta Ray
3. One Million Miles Away (From the Illusionary Movements of Geraldine & Nazu)
4. The Whole World Is Singing
5. The Hump
6. Our Own Road
7. The Permian
8. Underwater Color
9. The Hand of Man
10. 37 Pictures on a 36 Roll
11. Move the Needle
12. Burning Through the Fossil
13. Endangered Amphibians
14. Better Stewards
15. Almost All Life
16. Racing Extinction
17. Grasshopper Sparrow
18. The Movies
19. Rings of Endangered Species
20. One Note Grand Piano
21. The Mesozoic
22. Possibilities
23. Racing Extinction

## Kritik
Der US-amerikanische Aggregator Rotten Tomatoes erfasst überwiegend wohlwollende Kritiken und ordnet den Film als „Frisch“ ein. Sein Konkurrent Metacritic ermittelt aus den vorliegenden Bewertungen „Durchgängiges Kritikerlob“.

„Trotz hoher Schauwerte und Unmengen verdeckter Weltretter-Stunts reisst der Film nicht so mit [wie der Vorgänger Die Bucht.] […] Das sind alles aufregende Aktionen[, aber] auf je wenige Minuten verkürzt und umgeben von so vielen Zusatzinfos […] droht Reizüberflutung.“

„Wenn eine Dokumentation sowohl alarmierend und seltsam beruhigend sein kann, ist der packende Spritzer von filmischem kalten Wasser Racing Extinction.“

## Auszeichnungen
Oscarverleihung 2016
- Nominierung in der Kategorie Bester Song für J. Ralph und Anohni für das Lied Manta Ray

Internationales Filmfestival Moskau 2015
- 2. Platz des Audience Awards
- Nominierung für den Silver St. George

Melbourne International Film Festival
- Nominierung für den People’s Choice Award in der Kategorie Bester DokumentarfilmAwards. IMDb, abgerufen am 5. Februar 2016.